# Лешко II
Лешко II (*Leszko II; VII ст.) — князь західних полян.

## Життєпис
Був засновником династії Попелідів.
За свідченням Вінцента Кадлубки походив з селянського або іншого незнатного роду. В часи, коли після смерті бездітного Лешка I почалися чвари. Для їх припинення полянська знать вирішила обрати собі нового князя. Претенденти повинні були проскакати через поле на коні до позначки (колони), і перший, що її досяг, став би князем. Один з претендентів на ім'я Лешко вирішив вдатися до хитрощів і таємно засіяв поле колючками та присипав піском, залишивши для себе вузьку стежку, а копита свого коня захистив залізними підковами. Однак напередодні змагань два юнаки низького походження забави заради вирішили пробігти через поле до колони і поранили ноги об гостряки, розкривши підступний задум Лешко. В день змагань Лешко без перешкод першим дістався до позначки, в той час як його суперники зійшли з дистанції. Однак під час забігу той з двох юнаків, чиї ноги менш постраждали напередодні, під загальний сміх пішки, обхідними стежками, теж побіг до колони. І, хоча він не зумів випередити Лешка, йому вдалося викрити того в підступності. Ошукані суперники в гніві розірвали підступного Лешка на частини, а юнака відповідно до закону обрали князем, хоча він і був низького звання. Щоб старе ім'я не заважало йому панувати, він взяв нове ім'я і теж став зватися Лешко.
За «Літописом Великої Польщі» та хронікою Яна Длугоша його з самого початку звали Лешко. Тому розрізняли Лешка-шахрая та Лешка-відкривача обману. Також Длугош зазначав, що панування Лешко II уславилося величними справами, неначе він народився не в селянській халупі, а в князівському палаці. Лешко II багато і успішно воював з паннонцями, моравами, чехами та іншими племенами, значно розширивши свої володіння. У мирний час, щоб підтримувати бойовий дух війська, він влаштовував регулярні збори і змагання. Серед своїх підданих Лешко II уславився щедрістю, справедливістю і скромністю.
Лешко II помер в похилому віці, заповівши польський трон єдиному синові Лешку III. За Яном Длугошом загинув у війні з сином Карла Великого. Проте це суперечить твердженню про життя Лешка II у VII ст., його син Лешко III — в часи самого Карла Великого. Тому напевне мається на увазі не Карл Великий, а Карл Мартел.